# Matteo Anesi
Matteo Anesi (* 16. srpna 1984 Trento) je italský rychlobruslař.
V roce 2000 poprvé startoval na Mistrovství světa juniorů, na seniorském Mistrovství Evropy debutoval na začátku roku 2003. Tehdy se rovněž poprvé představil v závodě Světového poháru. V sezóně 2004/2005 celkově vyhrál s italským týmem Světový pohár ve stíhacích závodech družstev a na Mistrovství světa na jednotlivých tratích 2005 získal ve stejné disciplíně stříbrnou medaili. Na Zimních olympijských hrách 2006 dobruslil v individuálním závodě na 1500 m na 29. místě, pomohl však italskému družstvu k zisku zlaté medaile. Další cenný kov ze stíhacího závodu družstev vybojoval na MS 2008, kdy italský tým skončil druhý. Startoval na zimní olympiádě 2010, kde skončil třicátý (1000 m), dvanáctý (1500 m) a šestý (závod družstev). Jeho nejlepším individuálním výsledkem je 11. místo na Mistrovství světa ve víceboji 2010. Zúčastnil se Zimních olympijských her 2014, kde se v závodě na 1500 m umístil na 39. místě.
V červenci 2014 se oženil s nizozemskou rychlobruslařkou Marrit Leenstraovou.